# Johann Samuel Miller
Johann Samuel Miller, auch John Samuel Miller, ursprünglich Müller, (* 26. Februar 1779 in Danzig; † 24. Mai 1830) war ein deutsch-britischer Paläontologe und Zoologe in Bristol.

## Leben
Miller wanderte 1801 nach England aus. Er arbeitete in Bristol als Buchhalter und hatte Zugang zu großen Fossiliensammlungen bzw. trug diese selbst zusammen.
Er schrieb Bücher und Abhandlungen über fossile Seelilien (Crinoidea) und Belemniten. Seine auf eigene Kosten gedruckte Monographie über Seelilien behandelte sowohl rezente als auch fossile Arten und benutzte damals neue Lithographien für die Abbildungen. Zu den Subskribenten seines Buches gehörten führende englische Geologen wie William Buckland und George Bellas Greenough, aber auch Johann Friedrich Blumenbach in Göttingen. Seine Abhandlung über Belemniten wurde 1823 durch den Paläontologen und Geologen William Daniel Conybeare der Geological Society präsentiert, und dank der Vermittlung von Conybeare wurde er auch 1823 der erste Museumskurator bei der Bristol Institution.
Seine Rekonstruktion der funktionalen Anatomie von Belemniten war ganz ähnlich heutigen Vorstellungen. Bald darauf veröffentlichte Blainville in Paris ebenfalls unabhängig eine Abhandlung über Belemniten mit ihrer Rekonstruktion in modernem Sinn.
Miller war Mitglied der Linnean Society of London und Ehrenmitglied der Yorkshire Philosophical Society.
Er erstbeschrieb die Seelilie Seirocrinus subangularis, das schwäbische Medusenhaupt.

## Schriften
- A natural history of the Crinoidea, or lily-shaped animals: with observations on the genera, Asteria, Euryale, Comatula & Marsupites, Bristol 1821 (Digitalisat)
- A list of the freshwater and landshells occurring in the environment of Bristol, 1822
- Observations on Belemnites, Transactions of the Geological Society, 2 (1), 1826, S. 45–62